# مديرية ولد ربيع

تعديل مصدري - تعديل

مديرية ولد ربيع هي إحدى مديريات رداع بمحافظة البيضاء في اليمن. بلغ عدد سكانها 19427 نسمة عام 2004.